# Auguste Girard
Auguste Girard (* 23. September 1943) ist ein ehemaliger Schweizer Radrennfahrer.

## Sportliche Laufbahn
Girard war Strassenradsportler. Als Amateur fuhr er für den RRC Basel. 1962 wurde er Unabhängiger, später Berufsfahrer. 1964 startete er mit der Nationalmannschaft in der Marokko-Rundfahrt und kam als bester Schweizer auf den 20. Rang. Er blieb bis 1970 als Radprofi aktiv. 1964 gewann er die Stausee-Rundfahrt Klingnau und 1966 die Vier-Kantone-Rundfahrt. 1967 kam er in der Tour du Nord beim Sieg von Peter Abt auf den 3. Platz.
Den Giro d’Italia fuhr er zweimal. 1968 wurde er 45. und 1970 65. der Gesamtwertung. Die Tour de Suisse fuhr er viermal. 1963 wurde er 35., 1964 38., 1966 13. 1970 war er ausgeschieden.